# Comparsa de gigantes y cabezudos (Zaragoza)

La Comparsa de Gigantes y Cabezudos de Zaragoza está formada actualmente por 14 gigantes y 11 cabezudos. La mayoría son personajes populares que vivieron y formaron parte de la historia de Zaragoza.  
La comparsa de gigantes y cabezudos sale a las calles de la ciudad en San Valero, en el desfile de la Cincomarzada, y sobre todo, en las Fiestas del Pilar y el recorrido de San Valero es por las calles del centro. Desde el 2022 también realizan una salida por el centro en las Fiestas Goyescas.  
Los gigantes entán hechos de fibra de vidrio. Pesan alrededor de 50/65 kg, pesando el que más Don Quijote con 65 kg y la que menos Josefina Bayeu con 50 kg, miden entre los 4 y 4,10 metros, llegando a alcanzar los 4,25 con el porteador

## Historia
Parece que fue el rey Alfonso V quien trajo la tradición en el siglo XV desde otras zonas de la Corona en Italia, pero no se sabe si de Nápoles o de Sicilia. Más o menos se sabe que había comparsas de gigantes y cabezudos en la ciudad en el siglo XVI cuando acompañaban a las procesiones del Corpus y la Minerva y otras fiestas de la ciudad, bailando al ritmo de los tambores y las chiflainas. 
Se tienen noticias de que en el año 1807 había cuatro gigantes cuatro cabezudos y cuatro caballos.  
En 1841 se conoce con certeza que los cuatro gigantes eran representación de los continentes de Asia, América, Europa y África. Existían también cuatro de los actuales cabezudos que eran el Morico, el Berrugón, el Forano y el Tuerto. Estas figuras salían durante la procesión del Corpus Christi, los gigantes como representación del bien y los cabezudos como representación del mal.
En 1860 fue cuando Félix Oroz creó unas nuevas comparsas de gigantes y cabezudos para la ciudad. Los gigantes eran 8: La Negra, el Chino, el Duque, la Duquesa, don Quijote, Dulcinea, el Rey y la Reina. Los cabezudos eran el Morico, el Berrugón, el Forano, el Tuerto, el Boticario, el Robaculeros, el Torero y la Forana.
Aunque ya eran popularmente pareja, el 11 de octubre de 1916 se casaron oficialmente la Forana y el Forano, mientras cabezudos de otras regiones fueron testigos de la ceremonia.
En 1904 se introdujeron dos nuevos cabezudos: Pascual el Vigilante, que representaba a un sereno que había en la calle Alfonso, y el Mansi, en homenaje a un cobrador de las sillas pública. Estos cabezudos desaparecieron y también el cabezudo de Sancho Panza, que se creó en 1947 pero solo formó parte de la comparsa aquel año. 
En 1964 se decidió renovar las figuras y se quemaron las de la comparsa de Félix Oroz. Los nuevos cabezudos fueron realizados por Modesto González Latorre y los nuevos gigantes por Armando Ruiz. A los ocho gigantes se les unieron entonces dos nuevos: Gastón de Bearn y la Dama Bearnesa, que simbolizan la unión entre los pueblos aragonés y bearnés.
En 1982, fue presentado un nuevo cabezudo, la Pilara, que representaba a una cantante de la sala Oasis, y fue bautizada en la Plaza del Pilar.
Los gigantes fueron renovados en 1999, realizados por el famoso escultor aragonés Francisco Rallo, y los cabezudos lo fueron en el año 2001 para volver a recuperar la imagen que tenían los antiguos de Félix de Oroz, realizados por Manuel Pellicer. 
Durante las fiestas del Pilar de 2008 se presentaron dos nuevos gigantes, José de Palafox y Agustina de Aragón, con motivo del bicentenario de los Sitios de Zaragoza, ambos obra de Francisco Rallo. Unos años después, en 2013 y 2015, se añadieron dos nuevos cabezudos: el Royo del Rabal y Serafina la Cigarrera, respectivamente, ambos realizados por las artistas Ana Nicolás y Ana Sanagustín. 
Con motivo de la primera edición de las Fiestas Goyescas, en 2022, se homenajeó al pintor con la incorporación de dos nuevos gigantes, Francisco de Goya y Josefina Bayeu, obra de Ana Nicolás y Ana Sanagustín.

## Los gigantes

### El Rey y la Reina
El Rey
Una figura con doble identidad, era D. Jaime I hasta que en 1918, por el 800 aniversario de la reconquista de Zaragoza pasó a ser Alfonso I el Batallador. Su atuendo es el típico medieval y lleva también la Corona de Aragón
La Reina
Tradicionalmente se le identificaba con una de las mujeres de Jaime I, especialmente con Violante de Hungría, pero desde 100 años es Doña Urraca, la esposa del Batallador 
El origen de estas figuras se remonta al de la propia comparsa, que solo contaba con cuatro figuras para la procesión del Corpus Christi, el Chino, la Negra y los Reyes, que representaban a Europa, Asia, África y el Nuevo Mundo

### El Chino y La Negra
El Chino 
El Chino no representa a ningún personaje histórico, es un recuerdo de las Islas Filipinas de donde eran originarios unos frailes Agustinos establecidos en Zaragoza. Antiguamente, el Chino llevaba un pay-pay, además del traje tradicional de China
La Negra
Aunque se le conoce como La Negra, representa a 'Sélica', la protagonista de la Ópera "L'Africana" de Meyerbeer
Son las otras dos de las de las cuatro figuras más antiguas de la comparsa, cuyo origen se remonta al de la comparsa

### D. Quijote de la Mancha y Dulcinea del Toboso
D. Quijote de la Mancha
Don Quijote es la máxima representación de nuestra literatura en la comparsa. Este gigante llegó a la comparsa zaragozana en el año 1867 junto al de Dulcinea y los Duques de Villahermosa 
Dulcinea del Toboso
Representa a Aldonza Lorenzo, una simple campesina que era la amada de D. Quijote y el apodaba como 'Dulcinea' en la novela de Cervantes. El gigante de Dulcinea es uno en los que más clara se ve la herencia o influencia del primer modelo a comienzos del siglo XX, incluso en el diseño de su atuendo

### Los Duques de Villahermosa Duque de Villahermosa
Representa al Duque de Villahermosa nombrado en la segunda parte de la novela de Cervantes. Lleva un atuendo típico del Siglo de Oro y por ello muchas veces es confundido con Don Juan Tenorio
Duquesa de Villahermosa
Al igual que en el caso de Dulcinea, es otra clara herencia del primer modelo. De la Duquesa se puede destacar su rostro y su atuendo, que es el típico de las mujeres de la nobleza del Siglo de Oro
Los dos representan a los Duques que tienen su palacio en Pedrola y recibieron a Don Quijote y Sancho Panza a su paso por Aragón en la novela de Cervantes y llegaron a la comparsa a la vez que la otra pareja cervantina.

### Gastón de Bearn y la Dama Bearnesa Gastón de Bearn
Esta figura, desconocida por muchos zaragozanos, representa a Gastón de Bearn, amigo de Alfonso I, el cual ayudó a tomar la ciudad de Zaragoza en el año 1118 de manos de los musulmanes.
Dama Bearnesa
Representa a la esposa de Gastón de Bearn, llamada Talesa. Era familiar de Ramiro I. En la batalla de Zaragoza, en 1118, mientras su marido combatía, ella dirigió el gobierno. Viste el traje regional del Bearn
Estas dos figuras se incorporaron a la comparsa en el año 1964 por el hermanamiento de las ciudades de Zaragoza y Pau

### General José de Palafox y Agustina de Aragón
José de Palafox

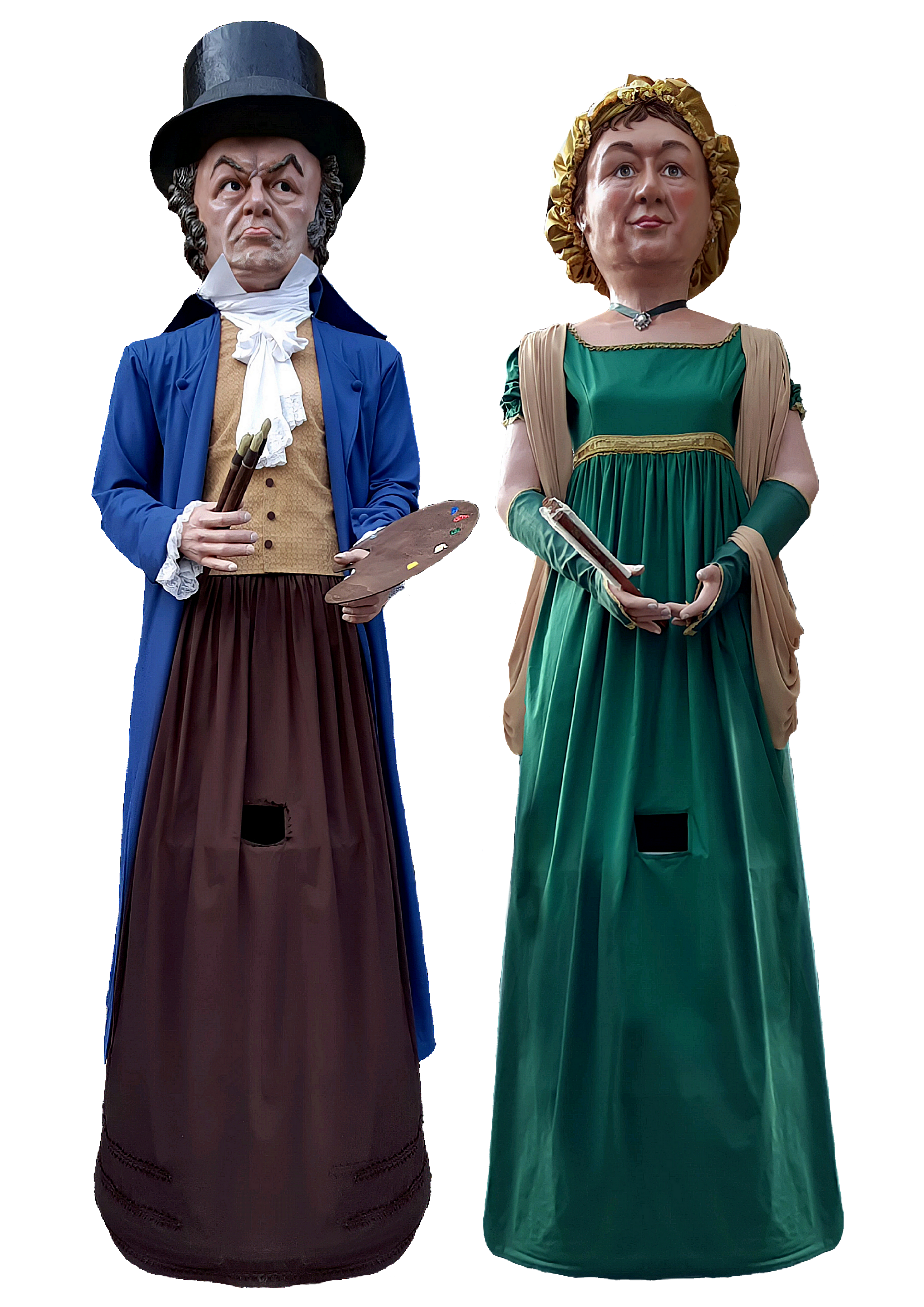
Francisco de Goya y Josefina Bayeu

Representa al Capitán José Rebolledo de Palafox y Melci, I Duque de Zaragoza, que luchó en la Guerra de Los Sitios de Zaragoza
Agustina de Aragón 
Este gigante representa a Agustina Zaragoza, también conocida como Agustina de Aragón. Su importancia reside en que disparó un cañón cargado con metralla contra las filas francesas los cuales habían hecho una brecha en la puerta del Portillo.

### Francisco de Goya y Josefina Bayeu
Francisco de Goya
Representa al pintor Francisco de Goya, añadido el 21 de mayo de 2022.
Josefina Bayeu
Junto a su esposo Francisco de Goya, Josefina se añadió a la comparsa de Gigantes y Cabezudos de Zaragoza, el 21 de mayo de 2022.

## Los cabezudos
Actualmente son 11 los cabezudos de Zaragoza:

### El Morico

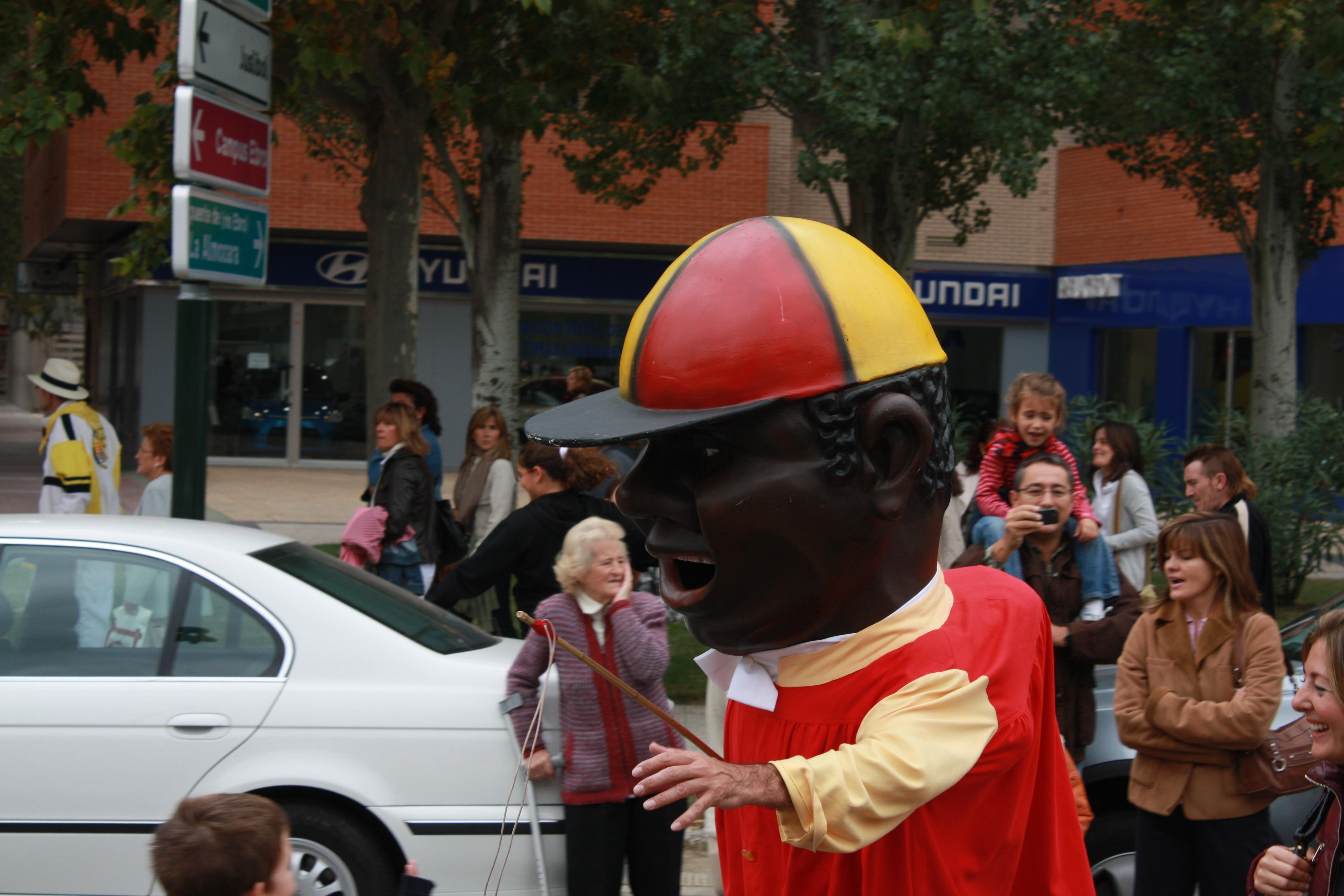
El Morico.

Es probablemente el más popular de todos los cabezudos de Zaragoza y parece que pudo representar a un personaje que existió en la realidad. Algunos autores dicen que era el mozo de cuadra que trajo el Conde de Viñaza desde Cuba, aunque otros no están de acuerdo con esta versión.
Como en muchas otras ciudades representa la figura del cabezudo de raza negra. Viste con la típica ropa de un jockey, con una camisa amarilla y roja, pantalones blancos y una gorra de los mismos colores que la camisa. El látigo tradicional de los cabezudos es también en este caso parte del vestuario.
Como todos los cabezudos de Zaragoza el Morico tiene sus cantos populares:
| Aquí, allá Morico el Pilar se come las sopas y se echa a bailar | Al moro le gusta el vino, Al moro le gusta el pan, al moro le gusta todo Menos ir a trabajar |

### El Tuerto
Parece que representa igual que el Morico a un personaje que existió realmente y que puede ser Melendo, un médico de la ciudad que era conocido por el mal genio que tenía. No se sabe bien cuando fue creado este cabezudo, aunque algunos autores sitúan su aparición entre el fin del siglo XVIII y el principio del siglo XIX. De otra manera el pueblo también lo ha identificado con el rey José I Bonaparte, el hermano del emperador Napoleón, probablemente por su apariencia, lo que hacen que los cantos le llamen también el Napoleón. Va vestido con un bicornio negro de estilo francés y una chaqueta y unas calzas de terciopelo verde.
Los cantos populares del Tuerto son los siguientes:
| El tuerto, tuerto es. El tuerto por melón, se cayó un tozolón | Napoleón, rey de las coliiiiiillas |

### El Forano

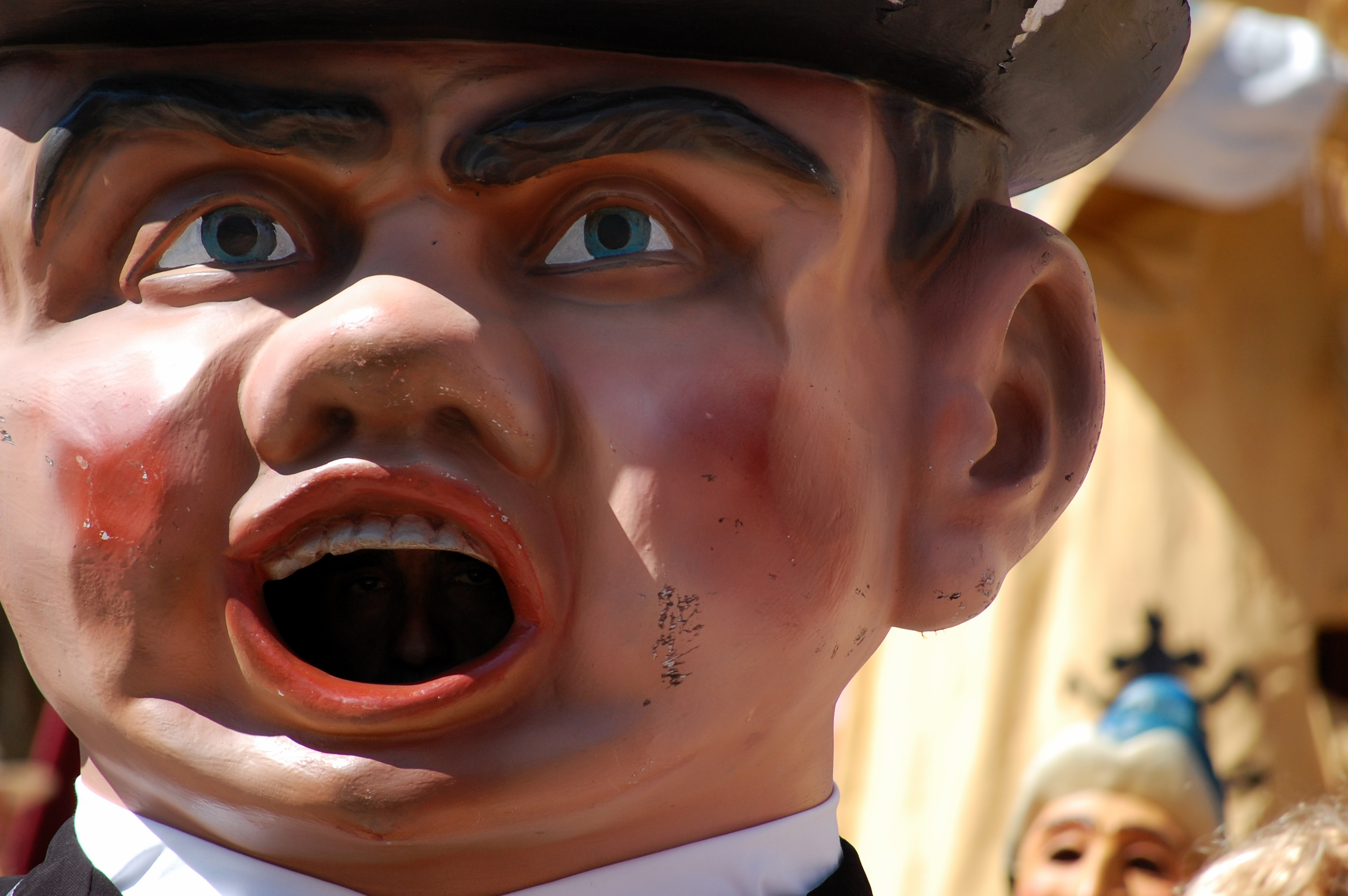
El Forano.

El Forano representa la imagen de un hombre de algún lugar de Aragón que viene a las fiestas de la gran ciudad. Otras versiones también dicen que es un conductor de un carruaje antiguo, por eso los cánticos también se le dice "el cochero".
Va vestido con pantalón y chaqueta de pana negros, camisa blanca y sombrero de copa. Su canción dice:
| El Forano se ha cagao la Forana lo ha limpiao con un trapo colorao |

### La Forana
Es la pareja del Forano desde 1916 aunque se dice que en su origen era la "Teresa Panza" de los antiguos cabezudos. Su imagen es la de una mujer aragonesa, vestida de baturra, aunque no es una mujer muy bonita.
Durante mucho tiempo fue la única mujer de los cabezudos hasta la llegada de la Pilara. Las canciones populares de la Forana son las siguientes:
¡que no se diga que no se note  que la forana lleva bigote!

### El Verrugón

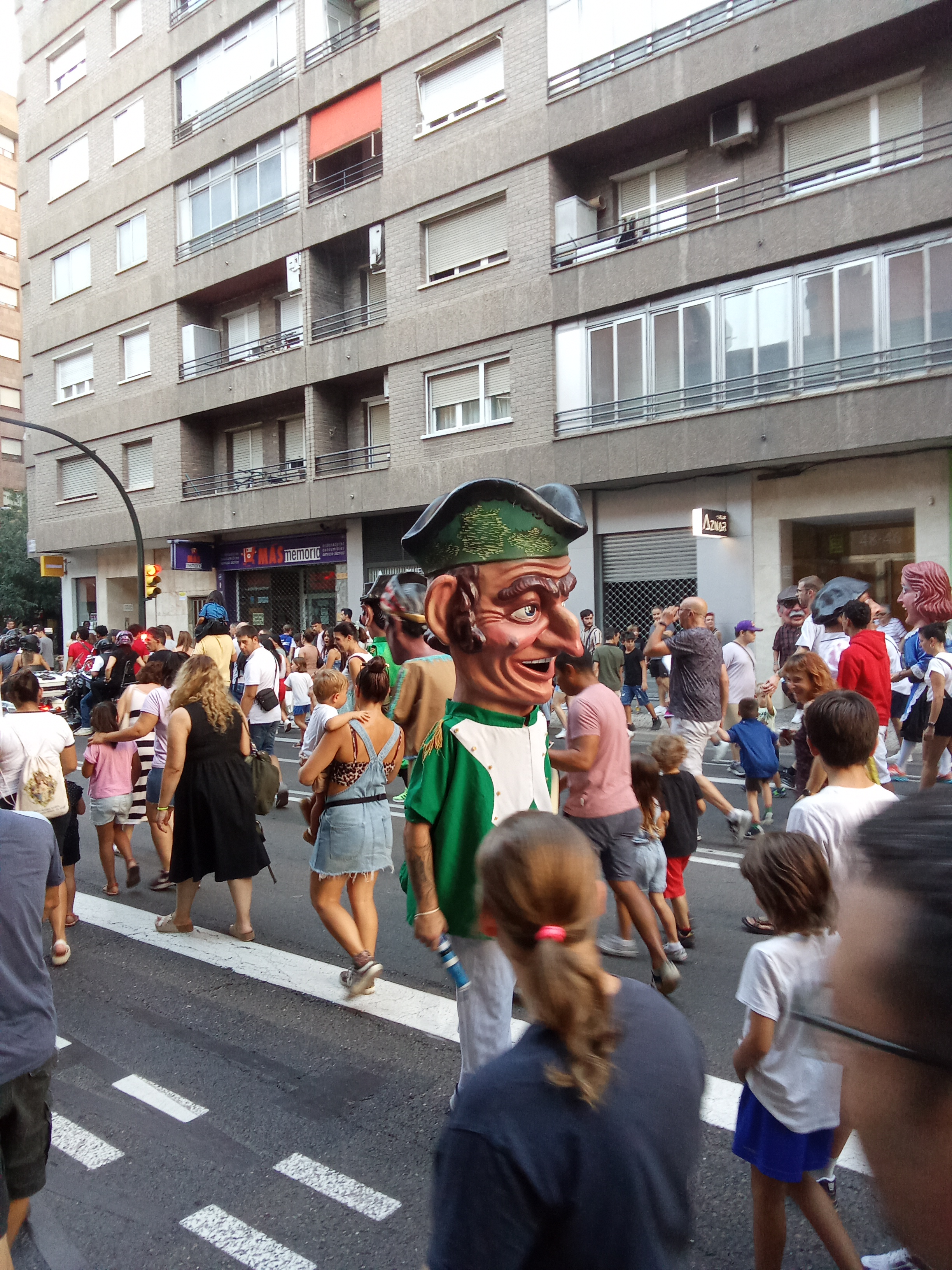
El Verrugón

Era un corregidor o magistrado de la ciudad de Zaragoza, el cargo que hoy llamamos consejero. Lleva una gran verruga en el rostro por lo que recibe el nombre de "Verrugón". Representa el poder público de la ciudad. Sus vestidos son los propios del siglo XVIII con la casaca y el calzón de terciopelo marrón y el sombrero de tres picos verde.
| Al Verrugón, le picaron los mosquitos, y se compró un sombrero de tres picos |

### El Torero

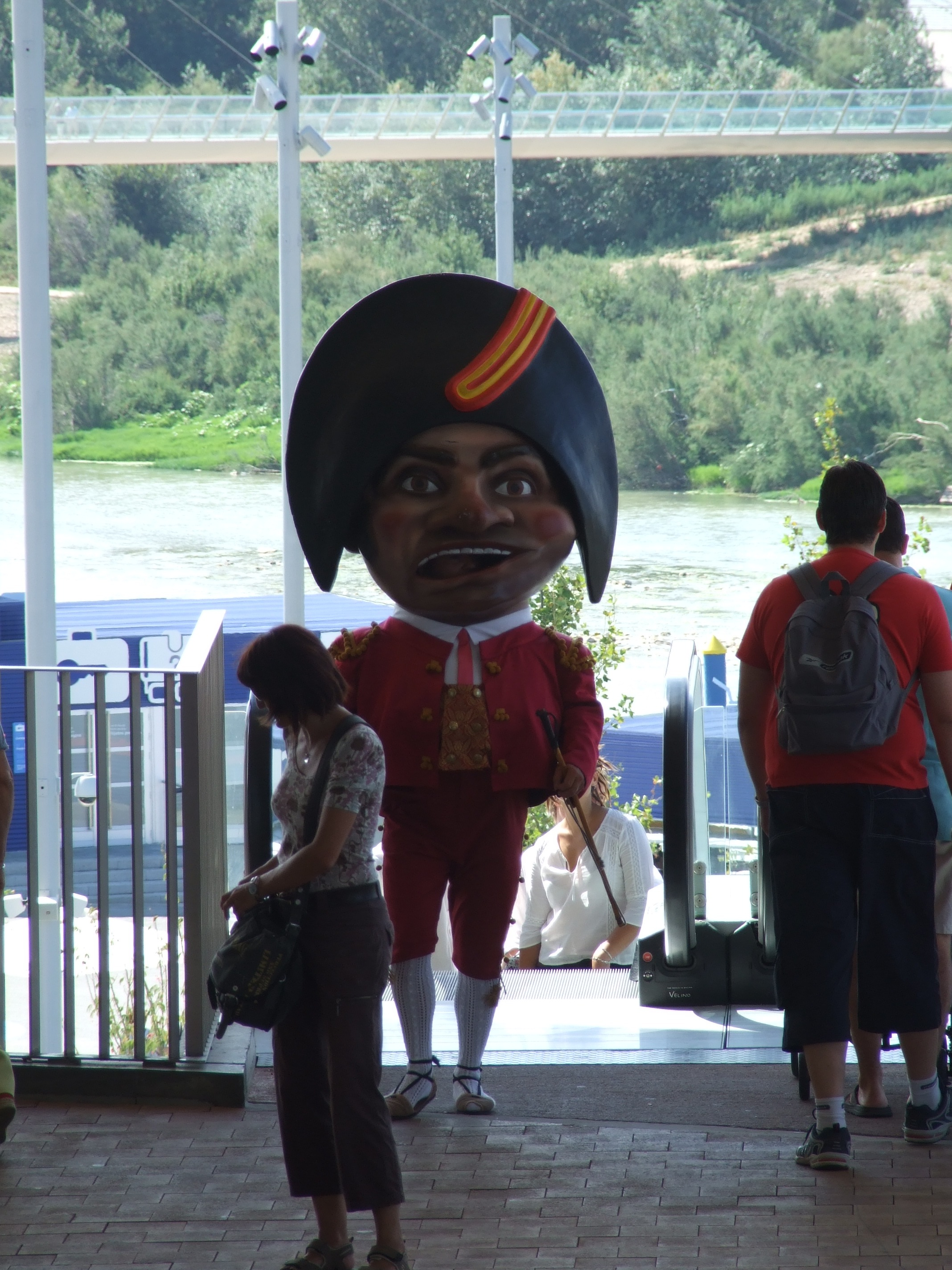
El Torero.

Representa un torero de la época de los matadores Pepe Hillo, Martincho y Josef Cándido, aunque se cree que no es ninguno de estos. Sus vestidos son los tradicionales de los toreros de la época, de estilo goyesco. El canto tradicional del Torero dice:
| El Torero como es tan chulo, salta la valla y se rompe el culo |

### El Robaculeros

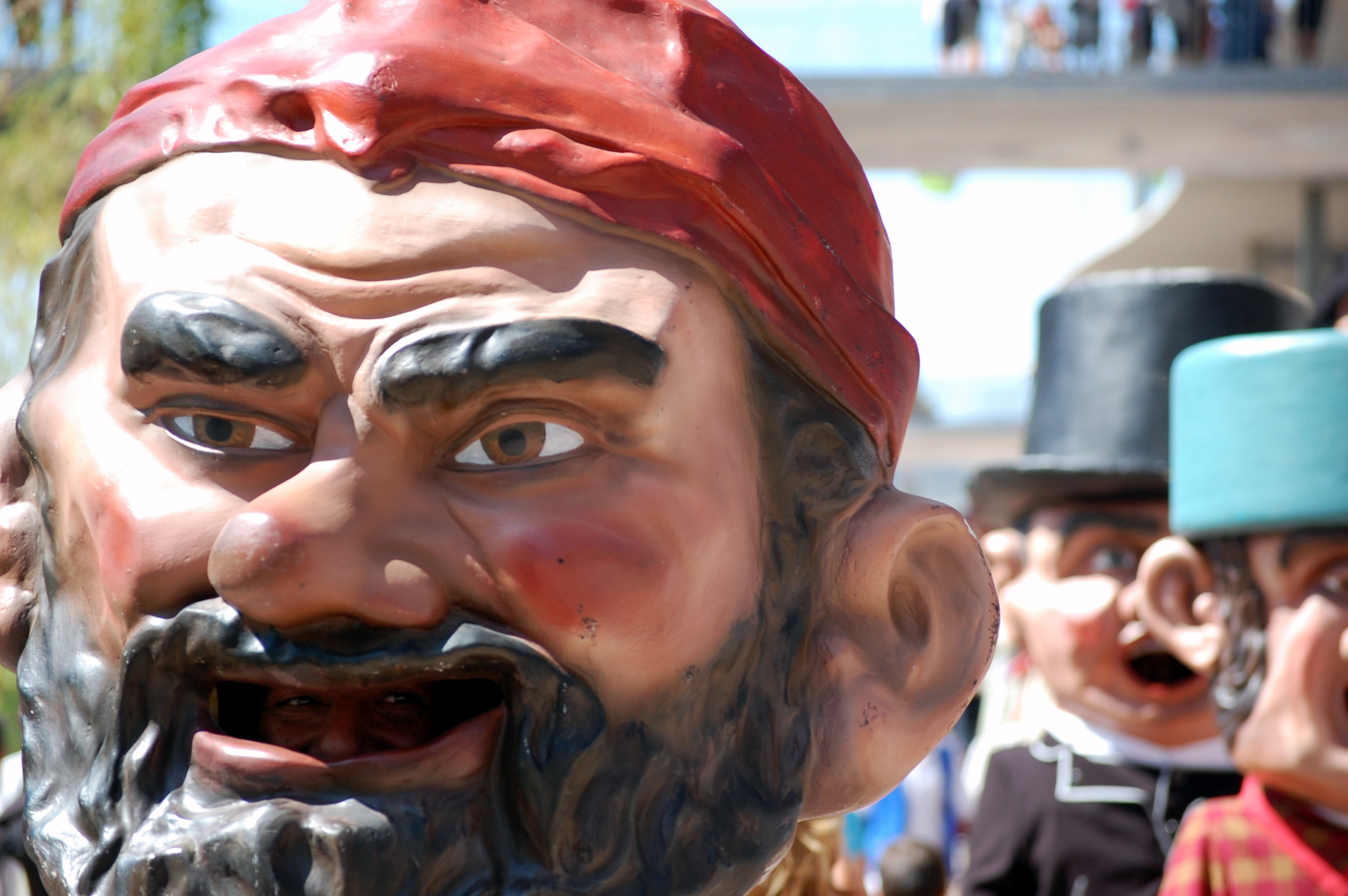
El Robaculeros.

Parece que el Robaculeros nació del antiguo cabezudo Sancho Panza, aunque no se sabe muy bien ni tampoco se sabe que representa. Lleva barba, un vestido blanco con elementos en rojo y un gorro también rojo.
Se le suele llamar también el Pirulí o Don Juan Pirulí porque su gorro está rematado en punto. Los cantos populares del Robaculeros son:
| Al Pirulí de La Habana Pirulí | El Robaculeros no sabe correr y por eso da tantos traspiés |

### La Pilara
Es la más moderna incorporación a los cabezudos y representa a Pilar Lahuerta, cantante del Salón Oasis de Zaragoza y pareja artística de Susepet. La Pilara fue bautizada en las Fiestas del Pilar de 1982, el día 10 de octubre en el Ayuntamiento de Zaragoza.
Su vestido es parecido al que llevaba Pilar Lahuerta en sus actuaciones, rojo y verde y con una diadema de los mismos colores en la cabeza.
| La Pilara cuando camina, mueve las plumas, como una gallina |

### El Boticario

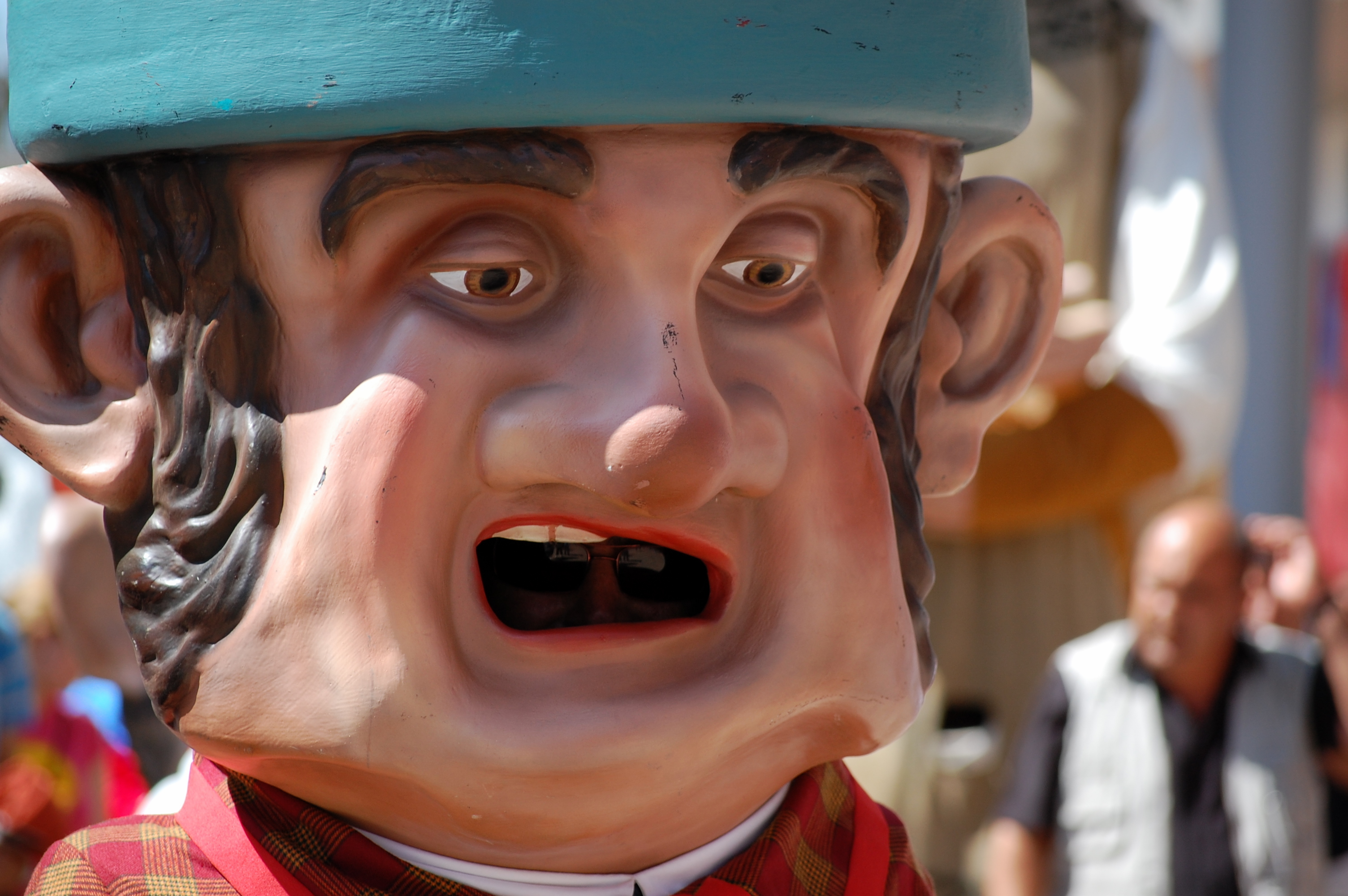
El Boticario.

Es otro de los cabezudos que probablemente representa a una persona real. Son tres lo zaragozanos que dicen que puede representar el boticario: Pedro Alonso, un ciudadano acaudalado de Zaragoza; Félix Bartolomé Guillén, juez y Tomás Bayod que era farmacéutico y tenía una botica en la calle Alfonso. La mayor parte de los autores dicen que es el primero de estos, Pedro Alonso.
Va vestido con una bata de cuadros y un bonet azul. Su canción popular dice:
| Boticario, canario, garras de alambre, le cayo una teja y no le hizo sangre |

O esta otra:
Boticario, canario,
garras de alambre
dejaste a tu familia
muerta de hambre

### El Azutero
El Azutero es un nuevo cabezudo de esta comparsa zaragozana, el cual fue presentado en la misma capital aragonesa el 6 de octubre de 2013. También denominado "Royo del Rabal", representa a un famoso jotero de ese barrio de la ciudad. Su canción popular dice:
¡Azutero panzón,
deja de cantar jotas,
y reparte zurrón!

### La Cigarrera
Se trata de un nuevo cabezudo presentado en 2015 basado en la vendedora de tabaco Herminia Martínez, que vendía sentada en una calle de El Tubo.
¡La cigarrera de tanto fumar,
se tira pedos que huelen fatal!
¡La cigarrera no fuma tabaco,
son los pelillos de su sobaco!

## Canción y baile
La Zarzuela "Gigantes y Cabezudos" es una de las más célebres del folclore aragonés, es la jota que todos los aragoneses conocen su estribillo que dice así:
Pal Pilar sale lo mejor, los gigantes y la procesión
Los Gigantes y Cabezudos de Zaragoza tienen su propio baile basado en esta jota. Una adaptación y una coreografía adaptada para bailar con un gigante o un cabezudo. Este baile lo representan en todos los recorridos una vez, excepto en la cabalgata del pregón de las Fiestas del Pilar.
La posición para el baile en los cabezudos es 5 cabezudos en un lado, 5 en frente y uno en un lado entre las dos filas y en los gigantes es los seis hombres en un lado y las seis mujeres en el otro. 
Este baile en los gigantes no acaba dando unas vueltas muy rápidas como es común en los gigantes, sino que acaba con un beso entre los gigantes, lo que hace que se lleven siempre una gran ovación de todo el público. 